# Sekiji Sasano
Sekiji Sasano (笹野 積次 Sasano Sekiji?), var en japansk fotbollsspelare.
I augusti 1936 blev han uttagen i Japans trupp till fotbolls-OS 1936.